# Diprion hani
Diprion hani is een insect uit de familie van de dennenbladwespen (Diprionidae). De soort is endemisch in Zuid-Korea.
De larven van de Diprion hani zijn aangetroffen op de Pinus koraiensis en Pinus strobus (Weymouthden) in de Zuid-Koreaanse provincie Chungcheongbuk-do.